# Centaurea postii
Centaurea postii — вид квіткових рослин родини айстрових (Asteraceae). Ареал: Єгипет, Ліван, Сирія, Палестина, Синай.

## Середовище
Населяє степи.

## Морфологічна характеристика
Це багаторічник 15–30 см заввишки, сіро-запушений. Листки в контурі вузько видовжені, перистороздільні. Квіткові голови сидячі. Обгортка остиста, колючки довгі, жовті. Квіточки рожеві. Період цвітіння: початок літа.